# Palacio Lobánov-Rostovski
No debe confundirse con la Casa Lobánov-Rostovsky en la calle Miasnitskaya 43  de Moscú.

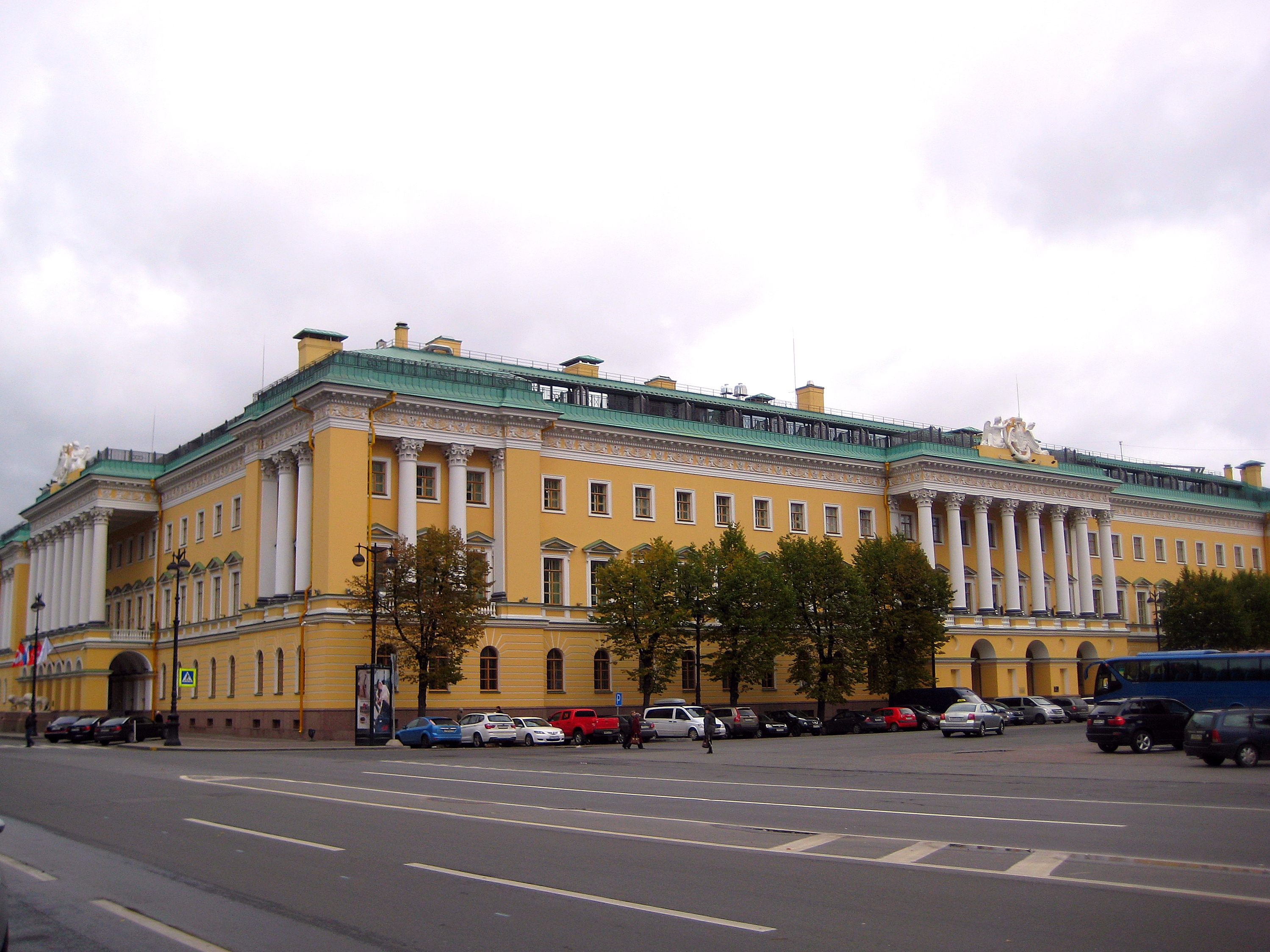
El edificio en septiembre de 2013.

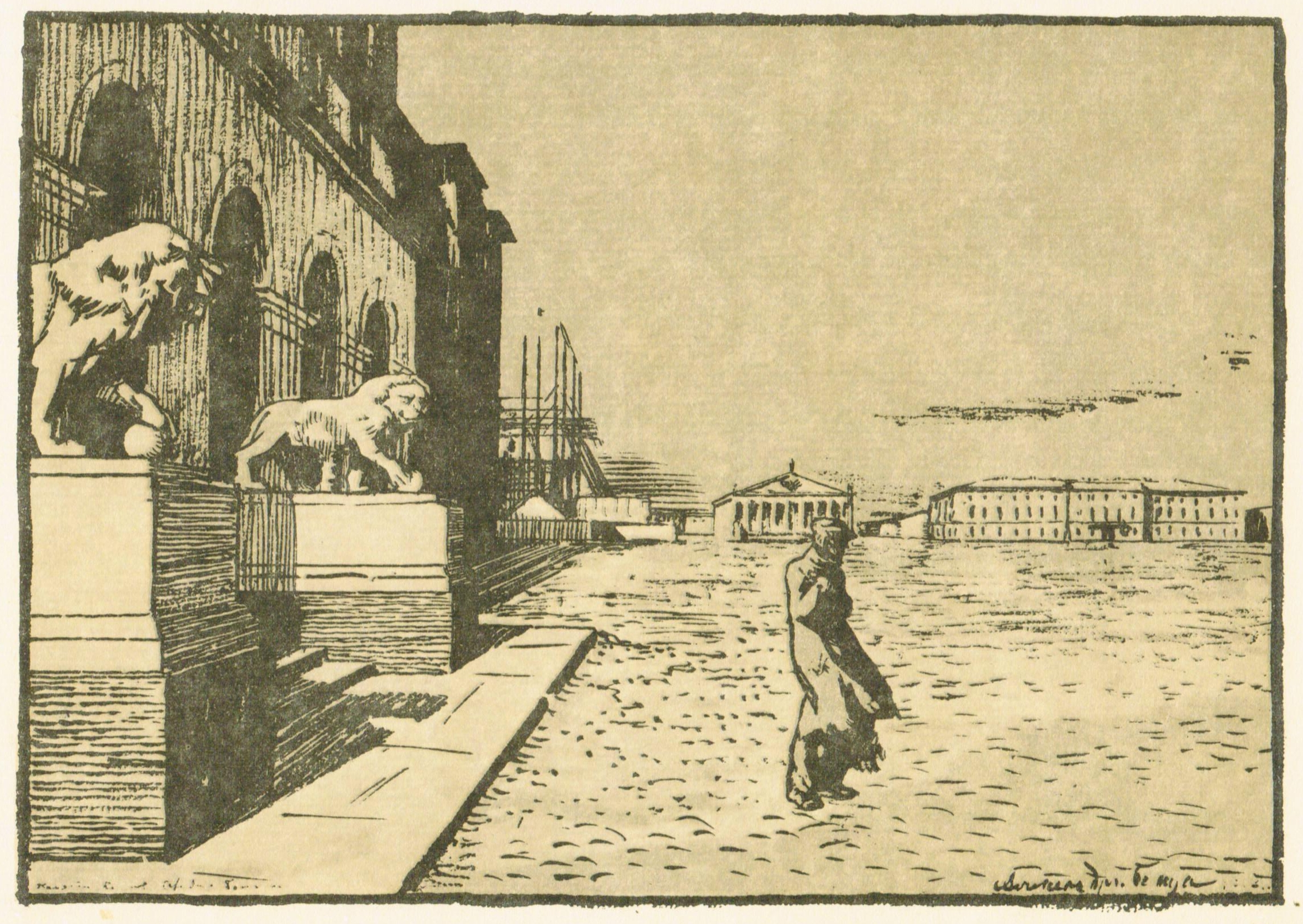
Los leones de Médici en la entrada principal, ilustrados por Alexandre Benois alrededor de 1900

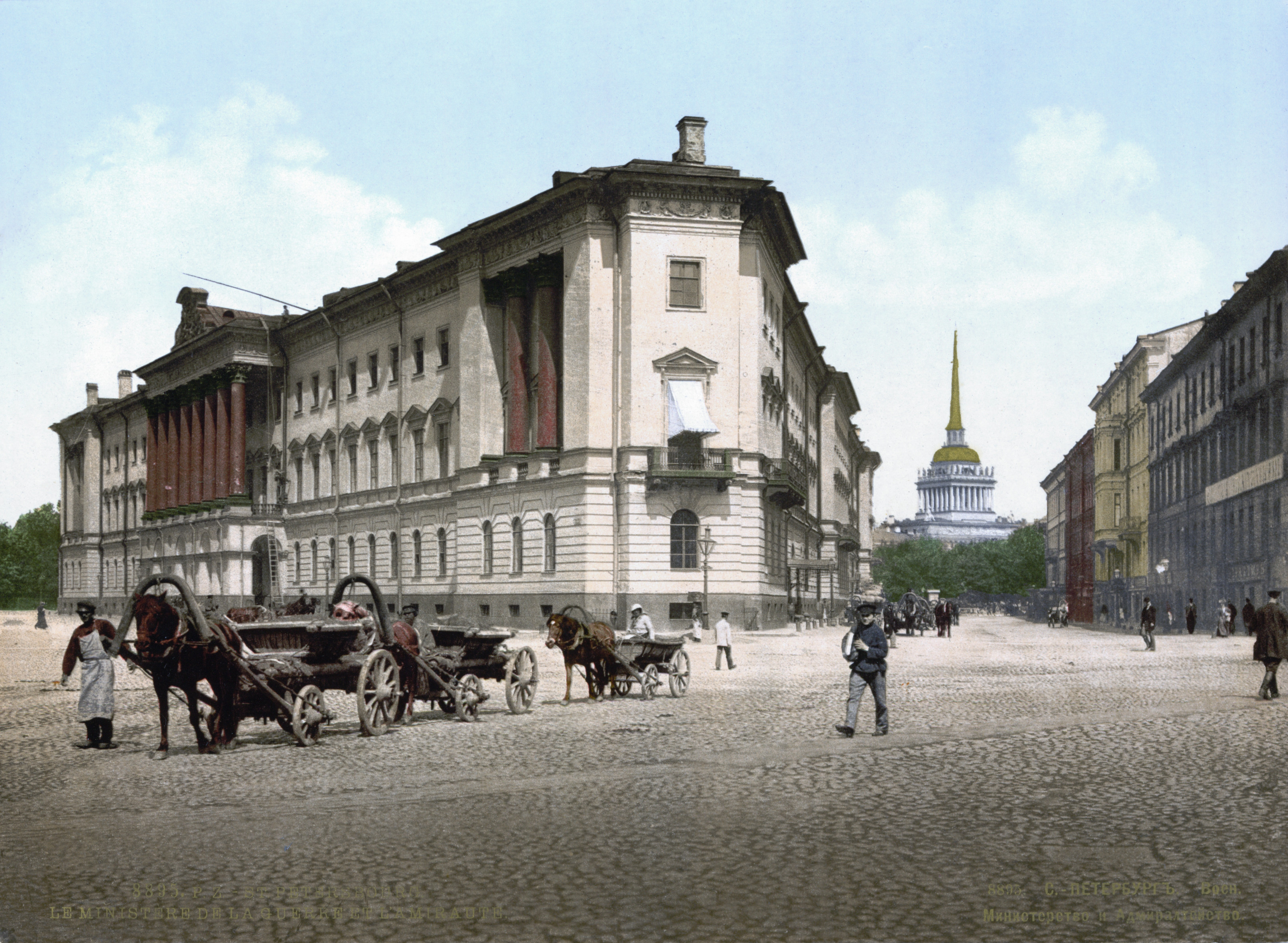
El edificio alrededor de 1890-1900.

El Palacio Lobánov-Rostovski, también conocido como la Residencia de Lobánov-Rostovski, es un edificio histórico en la avenida Admiralteiski, 12 de San Petersburgo, en Rusia, construido entre 1817 y 1820 para el príncipe Aleksandr Yákovlevich Lobánov-Rostovski. El edificio ahora alberga un hotel de lujo de la cadena Four Seasons Hotels and Resorts, con el nombre de Four Seasons Hotel Lion Palace, en referencia a los dos Leones de Médici que se hallan en la entrada principal. 

## Arquitectura
El edificio de estilo neoclásico o imperio es una de las primeras obras del arquitecto Auguste de Montferrand.  El edificio triangular está en frente del Jardín del Almirantazgo, la avenida Voznesenski y la Plaza de San Isaac. 
La entrada principal, en la Avenida Admiralteiski, tiene un pórtico de ocho columnas frente al edificio del Almirantazgo, que está protegido por leones de Médici de mármol blanco del escultor Paolo Triscornia sobre pedestales de granito. Las esculturas de Triscorni se hicieron famosas por Pushkin en su último poema largo, El jinete de bronce.

## Historia
En 1824, el entresuelo y el primer piso de la residencia se alquilaron al Ministerio de Guerra del Imperio Ruso por 63 000 rublos al año. El 23 de junio de 1828, el Tesoro del Estado compró todo el edificio por un millón de rublos y, en 1829 y 1830, se renovó para satisfacer las necesidades del Ministerio.  Albergó los principales establecimientos del Ministerio hasta su disolución en 1918. 
Después de octubre de 1917, había una Academia Político-Militar, un museo aeronáutico y un dormitorio en el edificio. A partir de 1946, se sitúa el Instituto de Proyectos n.º 1, la organización principal para el diseño de edificios industriales y complejos.
En 2009, se inició un proyecto para renovar el edificio de la cadena Four Seasons Hotels and Resorts, que originalmente estaba programado para su inauguración en 2011, y luego se aplazó hasta principios de 2012 y, más tarde, hasta mediados de 2013. El proyecto se completó posteriormente y el hotel comenzó a funcionar como el Four Seasons Hotel Lion Palace.